# امبروز اچ. سویر
امبروز هاندلی سویر (به انگلیسی: Ambrose Hundley Sevier) سناتور سابق عضو حزب دموکرات ایالات متحده آمریکا بود. وی در سال ۱۸۳۶ تا ۱۸۴۸ میلادی سناتور ایالت آرکانزاس در سنای ایالات متحده آمریکا بود.